# Sā! Koibito ni Narō
Singles de Melon Kinenbi
This is Unmei
(2001) Natsu no Yoru wa Danger!
(2002)
 Sā! Koibito ni Narō  (さぁ!恋人になろう, ou Saa! Koibito ni Narou) est le 5e single du groupe de J-pop Melon Kinenbi, sorti le 14 février 2002 au Japon sur le label zetima, produit par Tsunku et écrit par Atsushi Shindō. Il atteint la 20e place du classement de l'Oricon, et reste classé pendant deux semaines, se vendant à 20 700 exemplaires durant cette période.
La chanson-titre figurera sur le premier album du groupe, 1st Anniversary de 2003, puis sur ses compilations Fruity Killer Tune de 2006 et Mega Melon de 2008. La chanson en "face B",  Girl's Power - Aisuru Power , figurera aussi sur Fruity Killer Tune ainsi que sur sa compilation de "faces B" Ura Melon de 2010.

## Liste des titres
1. Sā! Koibito ni Narō  (さぁ!恋人になろう?)
2. Girl's Power - Aisuru Power  (ガールズパワー・愛するパワー?)
3. Sā! Koibito ni Narō (instrumental) (さぁ!恋人になろう...?)